# Unione Sportiva Pro Vercelli 1936-1937
Questa voce raccoglie le informazioni riguardanti la Unione Sportiva Pro Vercelli nelle competizioni ufficiali della stagione 1936-1937.

## Rosa
| N. |                   | Ruolo | Calciatore            |
| -- | ----------------- | ----- | --------------------- |
|    | Italia (bandiera) | A     | Lanfranco Alberico    |
|    | Italia (bandiera) | C     | Dante Amarilli        |
|    | Italia (bandiera) | C     | Alfredo Bajardi       |
|    | Italia (bandiera) | P     | Natale Balossino      |
|    | Italia (bandiera) | C     | Emanuele Boltri       |
|    | Italia (bandiera) | D     | Angelo Bredo          |
|    | Italia (bandiera) | D     | Antonio Busin         |
|    | Italia (bandiera) | C     | Luigi Caligaris       |
|    | Italia (bandiera) | A     | Giuseppe Cornara      |
|    | Italia (bandiera) | A     | Renato Dellarole (II) |
|    | Italia (bandiera) | A     | Gino Frascari         |
|    | Italia (bandiera) | A     | Settimo Gastaldi      |

| N. |                   | Ruolo | Calciatore         |
| -- | ----------------- | ----- | ------------------ |
|    | Italia (bandiera) | A     | Federico Landi     |
|    | Italia (bandiera) | A     | Giovanni Parissone |
|    | Italia (bandiera) | C     | Pietro Perotti     |
|    | Italia (bandiera) | C     | Aldo Pondrano      |
|    | Italia (bandiera) | C     | Luciano Ramella    |
|    | Italia (bandiera) | A     | Piero Romagnolo    |
|    | Italia (bandiera) | D     | Federico Roncarolo |
|    | Italia (bandiera) | P     | Pietro Stringa     |
|    | Italia (bandiera) | A     | Pietro Svageli     |
|    | Italia (bandiera) | A     | Ferdinando Vanzini |
|    | Italia (bandiera) | A     | Mario Zanetti      |

## Risultati

### Serie B

#### Girone di andata
| Arbitro: | Moretti (Genova) |

|           |           |  |
| Boltri 8’ | Marcatori |  |

| Brescia 20 settembre 1936 2ª giornata | Brescia | 0 – 1 | Pro Vercelli | Stadium di viale Piave |

| Vercelli 27 settembre 1936 3ª giornata | Pro Vercelli | 2 – 3 | Atalanta | Stadio Leonida Robbiano |

| Cremona 4 ottobre 1936 4ª giornata | Cremonese | 2 – 1 | Pro Vercelli | Stadio Giovanni Zini |

| Vercelli 11 ottobre 1936 5ª giornata | Pro Vercelli | 0 – 1 | Palermo | Stadio Leonida Robbiano |

| Viareggio 18 ottobre 1936 6ª giornata                                    | Viareggio | 1 – 2 referto            | Pro Vercelli | Polisportivo (Darsena Europa) |
| \| \| \| \| \| Pampaloni 56’ \| Marcatori \| 87’ Parissone 90’ Boltri \| |           |                          |              |                               |
|                                                                          |           |                          |              |                               |
| Pampaloni 56’                                                            | Marcatori | 87’ Parissone 90’ Boltri |              |                               |

| Vercelli 1 novembre 1936 7ª giornata | Pro Vercelli | 1 – 1 | Aquila | Stadio Leonida Robbiano |

| Arbitro: | Tonnetti (Roma) |

|                                            |           |                           |
| Tosi 10’ Ramello 24’ (aut.) Pignatelli 56’ | Marcatori | 70’ Parissone 85’ Cornara |

| Arbitro: | Soliani (Genova) |

|                   |           |              |
| Busini 69’ (rig.) | Marcatori | 60’ Mannelli |

| Arbitro: | Curradi (Firenze) |

|                 |           |  |
| Cornara 9’, 88’ | Marcatori |  |

| Arbitro: | Gnocchini (Roma) |

|                    |           |  |
| Formenton 22’, 85’ | Marcatori |  |

| Arbitro: | Moretti (Genova) |

|             |           |            |
| Romanini 4’ | Marcatori | 28’ Boltri |

| Arbitro: | Limido (Milano) |

|             |           |                         |
| Svageli 62’ | Marcatori | 4’ Benassi 72’ Scategni |

| Arbitro: | Galeati (Bologna) |

|                                  |           |  |
| Caligaris 71’ (aut.) Gardini 80’ | Marcatori |  |

| Arbitro: | Carminati (Milano) |

|                                                  |           |                         |
| Nicolosi 16’ (rig.), 73’ Brossi 55’ Mihalich 66’ | Marcatori | 21’ Cornara 57’ Ramella |

#### Girone di ritorno
| Arbitro: | Marini (Verona) |

|                                                 |           |           |
| Nicolini 16’ Trebbi 23’ Arcari IV 45’, 65’, 70’ | Marcatori | 4’ Boltri |

| Vercelli 24 gennaio 1937 17ª giornata | Pro Vercelli       | 0 – 0 referto | Brescia | Stadio Leonida Robbiano\| Arbitro: \| Pizziolo (Firenze) \| |
| Arbitro:                              | Pizziolo (Firenze) |               |         |                                                             |

| Arbitro: | Gondola (Fiume) |

|               |           |           |
| Cominelli 11’ | Marcatori | 85’ Busin |

| Arbitro: | Moretti (Genova) |

|                                             |           |             |
| Svageli 10’, 60’ Vanzini 30’, 75’ Busin 85’ | Marcatori | 80’ Bertolo |

| Arbitro: | Ronzio (Roma) |

|                                        |           |  |
| Icardi 3’, 12’, 19’, 22’, 76’ Rier 37’ | Marcatori |  |

| Arbitro: | Tonnetti (Roma) |

|           |           |              |
| Busin 70’ | Marcatori | 27’ Barsanti |

| Arbitro: | Gardenghi (Brescia) |

|             |           |             |
| Poletti 63’ | Marcatori | 43’ Svageli |

| Vercelli 7 marzo 1937 23ª giornata | Pro Vercelli | 6 – 1 | Catanzarese | Stadio Leonida Robbiano |

| Pisa 14 marzo 1937 24ª giornata | Pisa            | 0 – 0 referto | Pro Vercelli | Campo del Littorio\| Arbitro: \| Brevi (Treviso) \| |
| Arbitro:                        | Brevi (Treviso) |               |              |                                                     |

| Arbitro: | Garzena (Voghera) |

|             |           |  |
| Bellini 62’ | Marcatori |  |

| Arbitro: | Limido (Milano) |

|              |           |  |
| Gastaldi 88’ | Marcatori |  |

| Arbitro: | Pirovano (Monza) |

|                                      |           |                    |
| Alberico 20’ Cornara 41’ Ramella 77’ | Marcatori | 69’, 75’ Remondini |

| Arbitro: | Mastellari (Bologna) |

|                  |           |                     |
| Bermone 12’, 20’ | Marcatori | 34’ Svageli Cornara |

| Vercelli 9 maggio 1937 29ª giornata | Pro Vercelli     | 0 – 0 referto | Messina | Stadio Leonida Robbiano\| Arbitro: \| Mazzarini (Roma) \| |
| Arbitro:                            | Mazzarini (Roma) |               |         |                                                           |

| Vercelli 16 maggio 1937 30ª giornata | Pro Vercelli | 2 – 1 | Catania | Stadio Leonida Robbiano |

### Spareggi salvezza

#### Girone di andata
| Messina 27 maggio 1937 1ª giornata | Messina | 3 – 0 | Pro Vercelli | Stadio Gazzi |

| Arbitro: | Curradi (Firenze) |

|                                |           |             |
| Nicolosi 43’, 47’ Mihalich 64’ | Marcatori | 76’ Svageli |

| Arbitro: | Gnocchini (Roma) |

|                     |           |  |
| Pondrano 26’ (aut.) | Marcatori |  |

#### Girone di ritorno
| Arbitro: | Moretti (Genova) |

|                                                            |           |                            |
| Alberico 12’ Cornara 28’ Parissone 52’, 75’ Della Role 88’ | Marcatori | 30’, 78’ Dusi 59’ Ferretti |

| Arbitro: | Scotto (Savona) |

|                                                                           |           |                 |
| Svageli 11’, 42’ Parissone 65’ Perotti 70’ Cornara 83’ Micossi 85’ (aut.) | Marcatori | 35’, 50’ Brossi |

| Arbitro: | Ciamberlini (Sampierdarena) |

|                              |           |                         |
| Svageli 15’, 87’ Cornara 27’ | Marcatori | 11’ Kossovel 72’ Valari |

#### Ripetizioni
| Arbitro: | Scorzoni (Bologna) |

|                                    |           |                           |
| Svageli 1’, 80’ Tamietti ?’ (aut.) | Marcatori | 27’ Capitanio 41’ Dalfini |

### Coppa Italia
| Sanremo 25 dicembre 1936 Terzo turno | Sanremese | 3 – 0 | Pro Vercelli |  |

## Statistiche

### Statistiche di squadra
| Competizione | Punti | In casa | In casa | In casa | In casa | In casa | In casa | In trasferta | In trasferta | In trasferta | In trasferta | In trasferta | In trasferta | Totale | Totale | Totale | Totale | Totale | Totale | DR |
| Competizione | Punti | G       | V       | N       | P       | Gf      | Gs      | G            | V            | N            | P            | Gf           | Gs           | G      | V      | N      | P      | Gf     | Gs     | DR |
| ------------ | ----- | ------- | ------- | ------- | ------- | ------- | ------- | ------------ | ------------ | ------------ | ------------ | ------------ | ------------ | ------ | ------ | ------ | ------ | ------ | ------ | -- |
| Serie B      | 28    | 15      | 7       | 5       | 3       | 26      | 14      | 15           | 2            | 5            | 8            | 14           | 31           | 30     | 9      | 10     | 11     | 40     | 45     | -5 |
| Coppa Italia |       | -       | -       | -       | -       | -       | -       | 1            | 0            | 0            | 1            | 0            | 3            | 1      | 0      | 0      | 1      | 0      | 3      | -3 |
| Totale       |       | -       | -       | -       | -       | -       | -       | -            | -            | -            | -            | -            | -            | -      | -      | -      | -      | -      | -      | -  |

### Statistiche dei giocatori
| Giocatore    | Serie B  | Serie B | Coppa Italia | Coppa Italia | Totale   | Totale |
| Giocatore    | Presenze | Reti    | Presenze     | Reti         | Presenze | Reti   |
| ------------ | -------- | ------- | ------------ | ------------ | -------- | ------ |
| L. Alberico  | ?        | ?       | ?            | ?            | ?        | ?      |
| D. Amarilli  | ?        | ?       | ?            | ?            | ?        | ?      |
| A. Bajardi   | ?        | ?       | ?            | ?            | ?        | ?      |
| N. Balossino | ?        | ?       | ?            | ?            | ?        | ?      |
| E. Boltri    | ?        | ?       | ?            | ?            | ?        | ?      |
| A. Bredo     | ?        | ?       | ?            | ?            | ?        | ?      |
| A. Busin     | ?        | ?       | ?            | ?            | ?        | ?      |
| L. Caligaris | ?        | ?       | ?            | ?            | ?        | ?      |
| G. Cornara   | ?        | ?       | ?            | ?            | ?        | ?      |
| R. Dellarole | ?        | ?       | ?            | ?            | ?        | ?      |
| G. Frascari  | ?        | ?       | ?            | ?            | ?        | ?      |
| S. Gastaldi  | ?        | ?       | ?            | ?            | ?        | ?      |
| F. Landi     | ?        | ?       | ?            | ?            | ?        | ?      |
| G. Parissone | ?        | ?       | ?            | ?            | ?        | ?      |
| P. Perotti   | ?        | ?       | ?            | ?            | ?        | ?      |
| A. Pondrano  | ?        | ?       | ?            | ?            | ?        | ?      |
| L. Ramella   | ?        | ?       | ?            | ?            | ?        | ?      |
| P. Romagnolo | ?        | ?       | ?            | ?            | ?        | ?      |
| F. Roncarolo | ?        | ?       | ?            | ?            | ?        | ?      |
| P. Stringa   | ?        | ?       | ?            | ?            | ?        | ?      |
| P. Svageli   | ?        | ?       | ?            | ?            | ?        | ?      |
| F. Vanzini   | ?        | ?       | ?            | ?            | ?        | ?      |
| M. Zanetti   | ?        | ?       | ?            | ?            | ?        | ?      |